# Leon Brittan
Leon Brittan (Londres, 25 de setembre de 1939 - 21 de gener de 2015) va ser un advocat i polític anglès, diverses vegades ministre en governs del seu país i Vicepresident de la Comissió Europea entre 1988 i 1999.

## Biografia
Era fill d'una família d'origen judeo-lituana. Va estudiar dret a la Universitat de Cambridge, iniciant posteriorment una carrera d'advocat. L'any 2000 li fou concedit el títol de "Baró Brittan de Spennithorne".

## Activitat política

### Política nacional
Membre del Partit Conservador fou candidat en les eleccions parcials de 1966 i 1970 per la circumscripció electoral de North Kensington, sent derrotat en ambdues. Finalment, en les eleccions generals de febrer de 1974 fou escollit membre de la Cambra dels Comuns, esdevenint portaveu del seu grup l'any 1976. Nomenat membre del Consell de la Reina l'any 1978, entre 1979 i 1981 fou nomenat Ministre d'Estat i posteriorment Secretari d'Estat del Ministeri de l'Interior.
L'any 1981, després d'esdevenir membre del Consell Privat de la Reina, fou nomenat per Margaret Thatcher Ministre d'Hisenda, càrrec que va mantenir fins al 1983. Posteriorment va esdevenir Ministre de l'Interior entre 1983 i 1985 i Ministre de Comerç i Indústria entre aquell any i el 1986, any en el qual renuncià al seu càrrec.

### Política europea
L'any 1988 fou escollit membre de la Comissió Delors II i fou nomenat Vicepresident d'aquesta, càrrec que desenvolupà fins al setembre de 1999, desenvolupant-ho també en les Comissió Delors III, Santer i Marín. Durant la seva estada en aquestes comissions alternà el seu càrrec de vicepresident amb el d'altres carteres europees, com les de Competència, Programació Financera i Pressupostos, Comissari Europeu de Política Comercial i Comissari Europeu de Relacions Exteriors.